# Stadion Birkenwiese
Stadion Birkenwiese – stadion wielofunkcyjny w Dornbirn, w Austrii. Na tym obiekcie swoje mecze rozgrywa klub FC Dornbirn 1913. Stadion może pomieścić 12 000 osób.
Stadion został wybudowany w 1935 roku. Podczas Igrzysk World Gymnaestrada w 2007 roku, kiedy stadion Birkenwiese był jednym z głównych miejsc, pojemność stadionu na ceremonii otwarcia i zamknięcia została rozszerzona do 30 000 miejsc. Po awansie FC Dornbirn do Erste Liga w 2009 roku, Rada Miasta postanowiła dostosować istniejący stadion do wymóg ligi. Została przeprowadzona rekonstrukcja obiektu. 28 sierpnia 2009 po rekonstrukcji odbyła się pierwsza gra w pierwszej lidze na stadionie domowym FC Dornbirn.